# 春日井警察署
春日井警察署（かすがいけいさつしょ）は、愛知県警察が管轄する警察署の一つである。大規模警察署であり、署長は警視正。

## 所在地
- 愛知県春日井市八田町二丁目43番地1（元々は春日井市民病院が立っていた場所）

## 管轄区域
- 春日井市（航空自衛隊小牧基地及び愛知県名古屋飛行場の区域を除く。）

## 沿革
- 1948年（昭和23年）3月7日：従前の愛知県警察部と旧勝川警察署が解体。旧管轄域に自治体警察の春日井市警察と国家地方警察東春日井地区警察署を設置。
- 1954年（昭和29年）：新警察法の公布で、新たに都道府県警察として愛知県警察が発足。愛知県春日井警察署となる。
- 2007年（平成19年）12月25日：新庁舎完成で現在の場所となる。

## 組織
- 警務課
  - 警務係
  - 住民サービス係
  - 留置管理係
- 会計課
  - 会計(第一係・第二係)
- 生活安全課
  - 生活安全(第一係・第二係)
  - 少年係
  - 保安(第一係・第二係)
- 地域課
  - 地域総務係
  - 地域(第一係～第三係)
  - 特別警戒隊
- 刑事課
  - 刑事総務係
  - 強行(第一係・第二係)
  - 盗犯(第一係・第二係)
  - 鑑識係
  - 知能係
  - 暴力薬物係
- 交通課
  - 交通総務係
  - 交通規制係
  - 指導取締係
  - 事故捜査係
- 警備課
  - 警備係
  - 外事係

## 幹部交番
（ ）の中は所在地
- 高蔵寺幹部交番（春日井市中央台2丁目1番8）

## 交番
（ ）の中は所在地
- 坂下交番（春日井市坂下町3丁目687番3）
- 藤山台交番（春日井市藤山台3丁目）·····廃止
- 高蔵寺駅前交番（春日井市高蔵寺町3丁目2番地1）
- 神領駅前交番（春日井市神領町2丁目30番地6）
- 春日井駅前交番（春日井市弥生町字山ノ前5154番18）
- 鳥居松交番（春日井市八事町2丁目）
- 松河戸交番（春日井市松河戸町字堤越2008番地）
- 勝川交番（春日井市勝川町7丁目30番地）
- 味美交番（春日井市西本町1丁目4番3）
- 春日井交番（春日井市宮町3丁目8番地1）
- 鷹来交番（春日井市町屋町字黒福3727番地14）
- 東野交番（春日井市東野町4丁目12番19）
- 篠木交番（春日井市篠木町5丁目1313番8）
- 柏原交番（春日井市柏原町5丁目21番地2）

## 駐在所
（ ）の中は所在地
- 内津駐在所（春日井市内津町下町189番地）
- 出川駐在所（春日井市出川町5丁目1-1）